# Bergensfjord (Schiff, 1913)
Die Bergensfjord (I) war ein 1913 in Dienst gestelltes Passagierschiff der norwegischen Reederei Den norske Amerikalinje, das als Transatlantikliner zwischen Norwegen und den USA verkehrte. Im Zweiten Weltkrieg unterstand sie dem britischen Ministry of War Transport (MoWT) und diente als alliierter Truppentransporter. Nach dem Krieg wurde die Bergensfjord von verschiedenen Eignern erneut als Ozeandampfer eingesetzt und mehrmals umbenannt, bis sie 1959 nach Italien zum Abbruch verkauft wurde.

## Anfänge
Die Bergensfjord und ihr identisches Schwesterschiff Kristianiafjord waren die ersten Schiffe der 1910 gegründeten norwegischen Reederei Den norske Amerikalinje A/S (NAL), die im englischen Sprachraum als Norwegian-America Line bekannt war. Beide Schiffe wurden als Passagier- und Frachtschiffe konzipiert und von der Schiffswerft Cammell, Laird & Company in der englischen Hafenstadt Birkenhead gebaut. Die Kristianiafjord (Baunummer 784) lief am 23. November 1912 und die Bergensfjord (Baunummer 787) am 8. April 1913 vom Stapel.

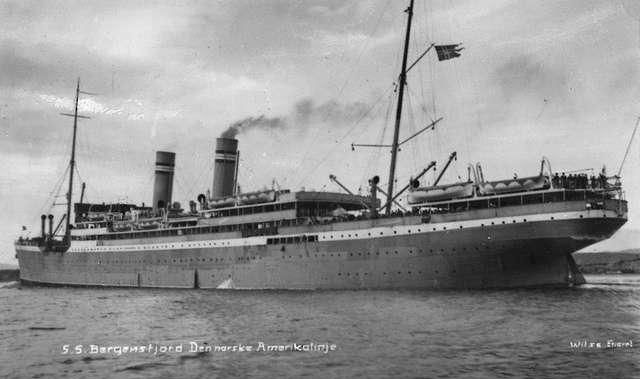
Das Passagierschiff Bergensfjord (1922)

Die 10.699 BRT große, aus Stahl gebaute Bergensfjord war 155,99 Meter lang, 18,65 Meter breit und hatte einen maximalen Tiefgang von 11,46 Metern. Sie wurde von zwei achtzylindrigen Vierfachexpansions-Dampfmaschinen angetrieben, die ebenfalls bei Cammell, Laird and Company hergestellt wurden und 1469 PSi leisteten. Das Schiff hatte zwei Propeller, zwei Masten und zwei Schornsteine. Die Höchstgeschwindigkeit lag bei 15 Knoten. Die Kohle wurde in acht Einender-Dampfkesseln mit insgesamt 32 Feuerungen verbrannt. Im Schiffsrumpf waren acht Schotte installiert. Das Schiff war mit elektrischem Licht, drahtlosem Funk und einem Doppelboden ausgestattet.
In den Passagierunterkünften der Bergensfjord war Platz für 1200 Reisende, davon 100 in der Ersten, 250 in der Zweiten und 850 in der Dritten Klasse. Am 25. September 1913 legte die Bergensfjord unter dem Kommando von Kapitän Kjeld Stub Irgens in Oslo zu ihrer Jungfernfahrt über Kristiansand, Stavanger und Bergen nach New York ab. Dies war die übliche Route ihrer Reederei. Dass die Schiffe der NAL direkt von Norwegen nach New York fuhren, ohne kontinentaleuropäische Häfen anzusteuern, war neu und ersparte viel Zeit. Diese Methode verkürzte die Reisezeit von bis zu vier Wochen auf eine Woche. Die frühen Schiffe der Reederei, wie die Bergensfjord, die Kristianiafjord und die 1918 in Dienst gestellte Stavangerfjord boten den Passagieren erheblich mehr Komfort als bisher. Dieser Faktor ließ die NAL sehr erfolgreich werden und machte sie zur Konkurrenz der Det Forenede Dampskibs-Selskab, einer anderen florierenden skandinavischen Reederei.

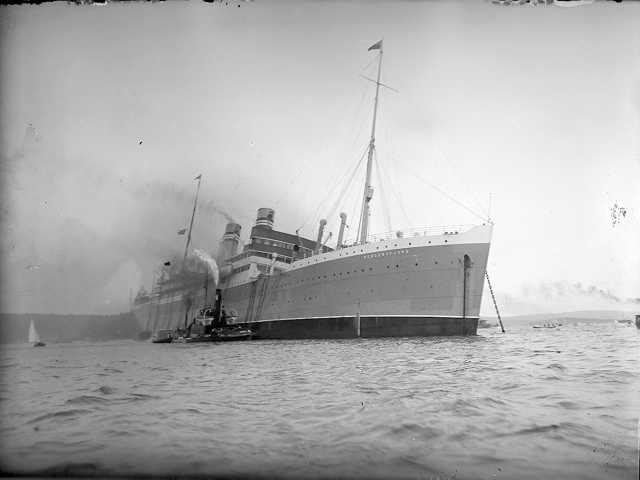
Die brennende Bergensfjord (Foto von Anders Beer Wilse, Juli 1924)

Im Juli 1924 kam es kurz nach dem Auslaufen aus Bergen im Maschinenraum des Schiffs zu einer Explosion und einem anschließenden Brand. Die Besatzung ließ die Bergensfjord auf Grund laufen. Im September 1924 war sie nach Reparaturen zurück im Passagierverkehr. In den folgenden Jahren kam es mehrmals zu Umstrukturierungen der Fahrgastkapazitäten. Ab November 1925 konnte die Bergensfjord 367 Passagiere der Ersten Klasse und 572 der Dritten Klasse befördern. Ab September 1927 waren es 90 Passagiere der Ersten, 155 der Zweiten und 500 der Dritten Klasse. 1933 erhöhte sich durch Umbauten die Tonnage des Schiffs auf 11.015 BRT. Ab Januar 1939 konnte sie nur noch Passagiere der Ersten und Dritten Klasse aufnehmen; die Zweite Klasse wurde abgeschafft.

## Zweiter Weltkrieg
Am 7. April 1940, zwei Tage vor der deutschen Besetzung Norwegens, legte die Bergensfjord in Bergen zu ihrer letzten zivilen Fahrt unter norwegischer Flagge nach New York ab. Nach ihrer Ankunft in New York am 15. April wurde sie zunächst aufgelegt. Im November 1940 wurde sie vom britischen Ministry of War Transport (MoWT) als Truppentransporter requiriert und in den folgenden Monaten in Liverpool entsprechend umgebaut.
Im Februar 1941 legte die Bergensfjord in Liverpool zu ihrer ersten Truppenfahrt über Glasgow und Freetown nach Durban (Südafrika) ab. 1942 nahm sie als Transportschiff an der Operation Torch in Nordafrika und 1943 an der Operation Husky auf Sizilien teil. Während der Operation Husky nahm die Bergensfjord die Überlebenden des britischen Hospitalschiffs Talamba auf, welches von deutschen Jagdbombern bombardiert und versenkt wurde.
Bis Kriegsende hatte die Bergensfjord 300.000 Meilen zurückgelegt, 165.000 alliierte Truppen transportiert und 919 Tage auf See verbracht. Sie hatte außerdem Kriegsgefangene der Achsenmächte befördert und befreite alliierte Kriegsgefangene in ihre Heimat zurückgebracht. Im Februar 1946 wurde die Bergensfjord für eine Fahrt genutzt, um sogenannte War Brides („Kriegsbräute“) in die Vereinigten Staaten zu bringen. Während einer Überfahrt von Europa nach Jamaika, bei der 200 Zivilisten und 1400 dunkelhäutige Soldaten an Bord waren, brach unter den Soldaten eine Meuterei aus, die nur mit Mühe unterbunden werden konnte. Das Kriegsschiff HMS Ballinderry wurde der Bergensfjord zu Hilfe geschickt. Nach der Ankunft des Schiffs wurden die Soldaten in Kingston interniert. Anschließend wurde die Bergensfjord wieder der NAL übergeben.

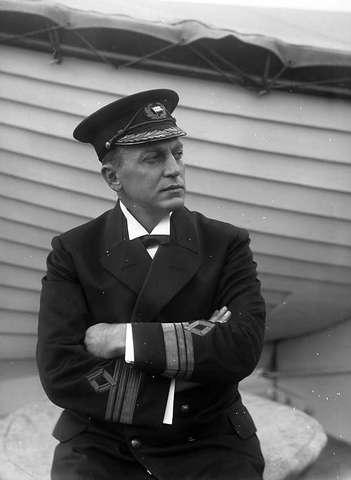
Kjeld Stub Irgens, Schiffskapitän und späterer Politiker (Foto von Anders Beer Wilse).

## Nachkriegszeit
Im August 1946 wurde die Bergensfjord an die Reederei Fratelli Cosulich aus Triest verkauft, die sie Gesellschaft Panamanian Navigation Company in Panama eintragen ließen und in Argentina umbenannt. Fortan wurde der Dampfer für Auswandererfahrten von Europa nach Südamerika verwendet. Am 13. Januar 1947 legte die Argentina erstmals in Genua (Italien) ab. 1949 wurde das Schiff auf die Panamanian Lines Inc. übertragen und nach Umbauten im selben Jahr konnte das Schiff 126 Passagiere der Ersten Klasse, 250 der Zweiten Klasse und 574 der Dritten Klasse befördern. Ab September 1947 fuhr die Argentina von Genua nach Zentralamerika und 1951 begannen Überfahrten von Genua zu nordamerikanischen Häfen.
1951 wurde das Schiff an die 1946 gegründete italienische Reederei Home Lines verkauft, die sie auf die Gesellschaft Mediterranean Lines Incorporated in Panama registrieren ließ. 1953 wurde die Argentina wiederum an die israelische Reederei Zim Israel Navigation Co. Ltd. verkaufte, die sie in Jerusalem umbenannte. Als Jerusalem fuhr sie von Israel nach New York und konnte dabei 38 Passagiere der Ersten Klasse und 741 der Dritten Klasse transportieren. Außerdem absolvierte sie elf Überfahrten von Haifa nach Nordamerika.
1957 wurde sie auf die Route Israel–Marseille gesetzt und in Aliya umbenannt. 1959 wurde das 46 Jahre alte Schiff zum Abbruch nach Italien verkauft und traf am 13. August 1959 in La Spezia auf der Abwrackwerft ein, wo es kurz darauf abgewrackt wurde.